# Focke-Wulf Fw 191
Focke-Wulf Fw 191 var ett bombplan ifrån Tredje riket som inte byggdes i mer än 3 exemplar.
Det var utrustat med 2 propeller-motorer och glasnos.